# Body Wishes
Albums de Rod Stewart
Absolutely Live (en)
(1982) Camouflage (en)
(1984)
Body Wishes est le douzième album studio de Rod Stewart, sorti le 10 juin 1983. La pochette de l'album est une parodie de la pochette du best-of 50,000,000 Elvis Fans Can't Be Wrong, d'Elvis Presley (1959).

## Réception critique et commerciale
Body Wishes est mal accueilli par la critique dès sa sortie,, bien que Baby Jane et What Am I Gonna Do (I'm So in Love with You) sont décrits comme des titres« pop rock chargés de synthé de premier ordre » avec un son important que le reste de l'album selon AllMusic tandis que Rolling Stone trouve le titre d'ouverture, Dancing Alone, comme un rock du style de Chuck Berry à la fois vif et spirituel.
Body Wishes rencontre un succès commercial en Europe et parvient à atteindre la trentième place du Billboard 200 aux États-Unis, sans être toutefois certifié.

## Liste des titres
| 1. | Dancin’ Alone   | - Rod Stewart - Robin Le Mesurier                              | 4:03 |
| 2. | Baby Jane       | - Stewart - Jay Davis                                          | 4:44 |
| 3. | Move Me         | - Stewart - Davis - Tony Brock - Kevin Savigar - Wally Stocker | 3:36 |
| 4. | Body Wishes     | - Stewart - Savigar - Le Mesurier - Jim Cregan                 | 4:41 |
| 5. | Sweet Surrender | - Stewart - Le Mesurier                                        | 4:57 |

| 6.  | What Am I Gonna Do (I'm So in Love with You) | - Stewart - Davis - Brock                    | 4:19 |
| 7.  | Ghetto Blaster                               | - Stewart - Savigar - Cregan                 | 4:07 |
| 8.  | Ready Now                                    | - Stewart - Stocker                          | 3:34 |
| 9.  | Strangers Again                              | - Stewart - Savigar - Cregan                 | 4:10 |
| 10. | Satisfied                                    | - Stewart - Savigar - Cregan - Bernie Taupin | 4:08 |

## Musiciens
Crédits mentionnés sur la pochette intérieure.
- Rod Stewart : chant, chœurs
- Jim Cregan : guitare
- Robin Le Mesurier : guitare
- Jay Davis : basse
- Tony Brock : batterie, percussions
- Kevin Savigar : synthétiseur, piano
- Tommy Vig : percussions
- Jimmy Zavala : saxophone, harmonica, flûte

## Classements hebdomadaires
| Classement (1983)              | Meilleure position |
| ------------------------------ | ------------------ |
| Allemagne (Media Control AG)   | 2                  |
| Australie (ARIA)               | 14                 |
| Autriche (Ö3 Austria Top 40)   | 7                  |
| Canada (Canadian Albums Chart) | 15                 |
| États-Unis (Billboard 200)     | 30                 |
| France (SNEP)                  | 2                  |
| Norvège (VG-lista)             | 10                 |
| Nouvelle-Zélande (RIANZ)       | 25                 |
| Pays-Bas (Mega Album Top 100)  | 6                  |
| Royaume-Uni (UK Albums Chart)  | 5                  |
| Suède (Sverigetopplistan)      | 3                  |
| Suisse (Schweizer Hitparade)   | 7                  |

## Certifications
| Pays                  | Certifications |
| --------------------- | -------------- |
| Allemagne (BVMI)      | Platine        |
| Canada (Music Canada) | Platine        |
| France (SNEP)         | Or             |
| Royaume-Uni (BPI)     | Or             |